# Оглала Лакота (окръг, Южна Дакота)
Окръг Оглала Лакота (на английски: Oglala Lakota County; до май 2015 г. окръг Шанън, на английски: Shannon County) е окръг в щата Южна Дакота, Съединени американски щати. Площта му е 5430 km², а населението – 14 354 души (2017). Административен център е град Пайн Ридж. На 1 май 2015 г. името на окръга е сменено от Шанън на Оглала Лакота.